# Beloslava
Beloslava (Белослава) bila je kraljica Srbije i Zete.
Njezin je otac bio car Ivan Asen II., sin carice Elene. (Ova je žena znana i kao Eugenija.) Ana, Ivanova prva žena, rodila je Beloslavu i njezinu stariju sestru Mariju. (Moguće je da Ana nije bila zakonita Ivanova supruga, već konkubina.)
Beloslava je bila sestrična cara Kalimana II. i polusestra bizantske carice Elene, čija je kći bila carica Bugarske, a ime joj je bilo Irena. 
Beloslava se udala za kralja Srbije Vladislava Nemanjića (njegov je pečat na desnoj slici), kojem je rodila Stefana, Desu i kćer.